# 郑家木桥
郑家木桥曾是中国上海洋泾浜上的一座桥梁，位置在今黄浦区延安东路与福建中路、福建南路交汇处。洋泾浜河道填埋后，郑家木桥已不复存在。

## 历史

### 监理会桥
1850年，监理会的先锋传教士戴乐医生、秦右二人在上海北门以西的洋泾浜岸边建造该会在华的第一座礼拜堂，名为福音堂。戴乐医生出资修建了一座跨洋泾浜的木桥，使城内的信徒方便来到该堂礼拜。这座木桥长10米、宽4米，称为泰勒氏桥或监理会桥。这座木桥在正对北门的三茅阁桥以西，也是洋泾浜上的第二座桥梁。
1853年，小刀会起义爆发。由于泰勒氏桥距离县城不远，木桥时常成为清军和小刀会交战的地点。这时，英国驻上海领事下令拆除了洋泾浜上的几座桥梁，以阻止战火蔓延到租界。

### 郑家木桥
小刀会起义平定后，1856年，租界当局在泰勒氏桥原址重建了一座新木桥。当时，原先居住在外咸瓜街一带的福建人，被迁移到福建路一带。陈姓是福建大姓，于是泰勒氏桥被称为陈家木桥或郑家木桥。

### 消失
1914年-1915年，上海公共租界和上海法租界合作，进行填河筑路，填埋洋泾浜，形成一条东西向通衢大道，定名为爱多亚路。洋泾浜上的原有多座桥梁，遂全部消失，成为历史。但位于桥南法租界内的郑家木桥路（今福建南路）地名仍然保留，直到1943年收回租界时才改名。

## 郑家木桥小瘪三
由于郑家木桥地处英、法租界的分界线，曾经是无正当职业的流氓歹徒聚集之地，其中最著名者包括黄金荣、丁顺华、程子卿。